# Filip Roos
Filip Albert Roos, född 5 januari 1999 i Onsala församling i Hallands län, är en svensk professionell ishockeyspelare som spelar för Chicago Blackhawks i NHL.

## Klubbar
- Frölunda HC J20, J20 Superelit (2017/2018 - 2018/2019)
- Frölunda HC, SHL (2018/2019)
- Hanhals IF, Hockeyettan (2018/2019) (lån)
- BIK Karlskoga, Allsvenskan (2019/2020 - 2020/2021)
- Skellefteå AIK, SHL (2021/2022)
- Chicago Blackhawks, NHL (2022/2023 - )